# Шаров, Валерий Юрьевич
Валерий Юрьевич Шаров (1953 — 2014) — советский космонавт-исследователь, писатель и журналист. Серебряный призёр Чемпионата СССР по лёгкой атлетике 1982 года, мастер спорта СССР. Собственный корреспондент «Литературной газеты» (1987—1992).

## Биография
Родился 26 декабря 1953 года в Москве. 
С 1971 по 1976 год обучался на биологическом факультете Горьковского государственного университета по окончании которого получил классификацию в области физиологии и психофизиологии человека и животных. 
С 1976 по 1979 год работал в Центральном институте усовершенствования врачей в должности старшего лаборанта по кафедре психотерапии. С 1979 по 1980 год работал в Специальном конструкторском бюро ВОС в должности старшего инженера сектора реабилитации слепоглухонемых Лаборатории исследовательских проблем социально-психологической реабилитации слепых.

### Журналистская работа
С 1980 по 1982 год обучался на Факультете журналистики МГУ, в период обучения был корреспондентом газеты «Московский университет». С 1982 по 1984 год на работе в МГУ в должностях лаборанта и преподавателя кафедры физического воспитания и спорта.
С 1984 по 1996 год работал в редакции «Литературной газеты» в должности корреспондента отдела науки. С 1987 по 1992 года — собственный корреспондент этой газеты по Дальнему Востоку. С 1992 по 1996 год — внештатный корреспондент этой газеты.

### Космическая подготовка
С 1989 года был участником набора журналистов-космонавтов по программе «Космос-детям». В 1989 года прошел двухдневный отбор и в составе группы из 16 человек углубленное обследование в Институте медико-биологических проблем РАН. 11 мая 1990 года решением Главной межведомственной комиссии в числе 6 человек был отобран для подготовки к космическому полету на пилотируемой научно-исследовательской орбитальной станции «Мир».
С 1990 по 1992 год проходил курс общекосмической подготовки в Центре подготовки космонавтов имени Ю. А. Гагарина. 7 февраля 1992 года решением Межведомственной квалификационной комиссии В. Ю. Шарову была присвоена квалификация — космонавт-исследователь.
Скончался 26 ноября 2014 года в Москве, похоронен на Востряковском кладбище.

## Спортивные достижения
Одновременно с учёбой и работой занимался спортом — лёгкой атлетикой, тренер — Паращук, Владимир Николаевич. В 1982 году В. Ю. Шаров становится серебряным призёром Чемпионата СССР по лёгкой атлетике. Его имя появлялось на страницах журнала «Лёгкая атлетика» в 1982 году как одного из лучших легкоатлетов 1981 года в категории 400 метров.
- Чемпионат СССР по лёгкой атлетике 1982 года —

### Спортивные звания
- Мастер спорта СССР по лёгкой атлетике (1982)[6]